# Johann Viktor II. Besenval

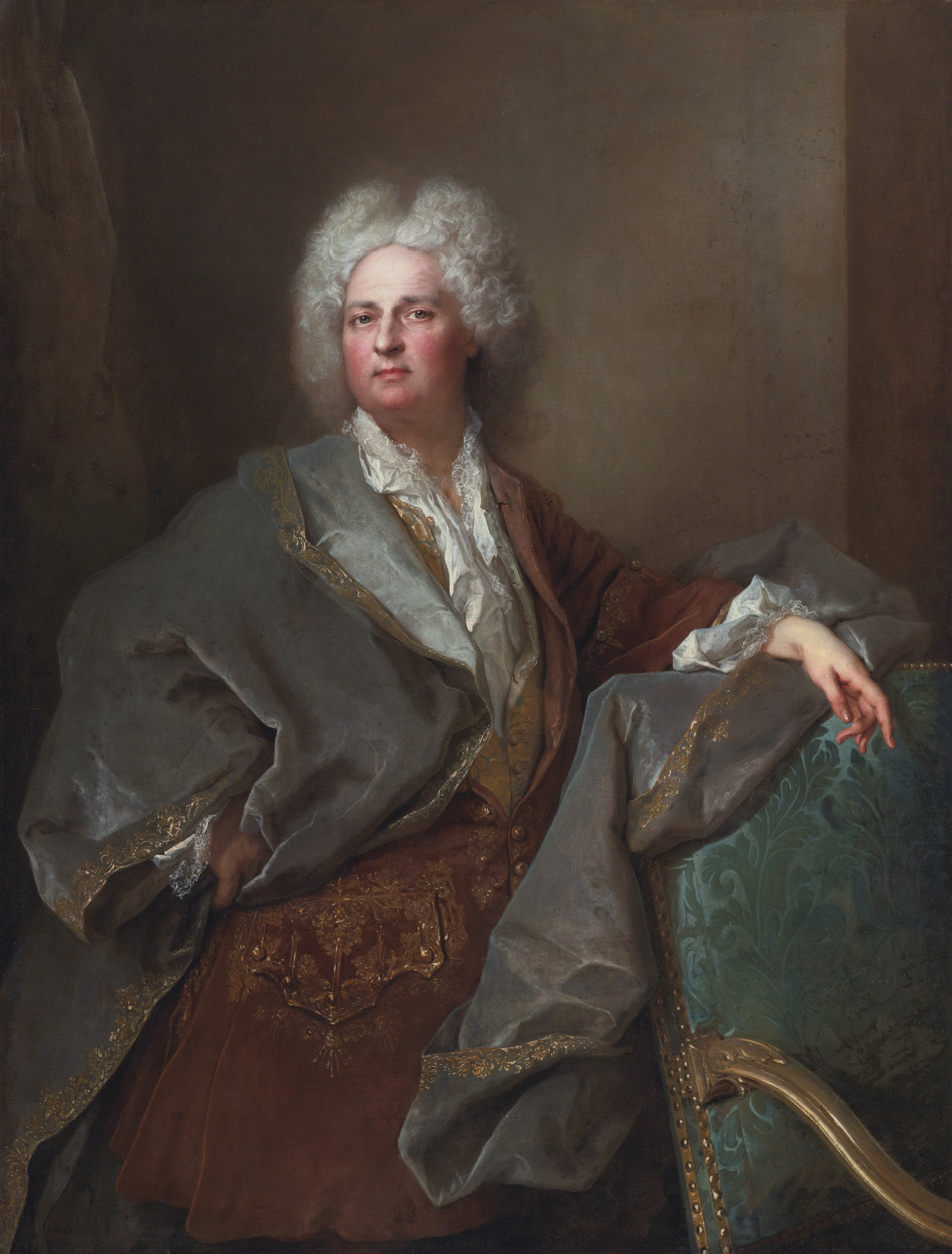
Johann Viktor II. Besenval gemalt von Nicolas de Largillière

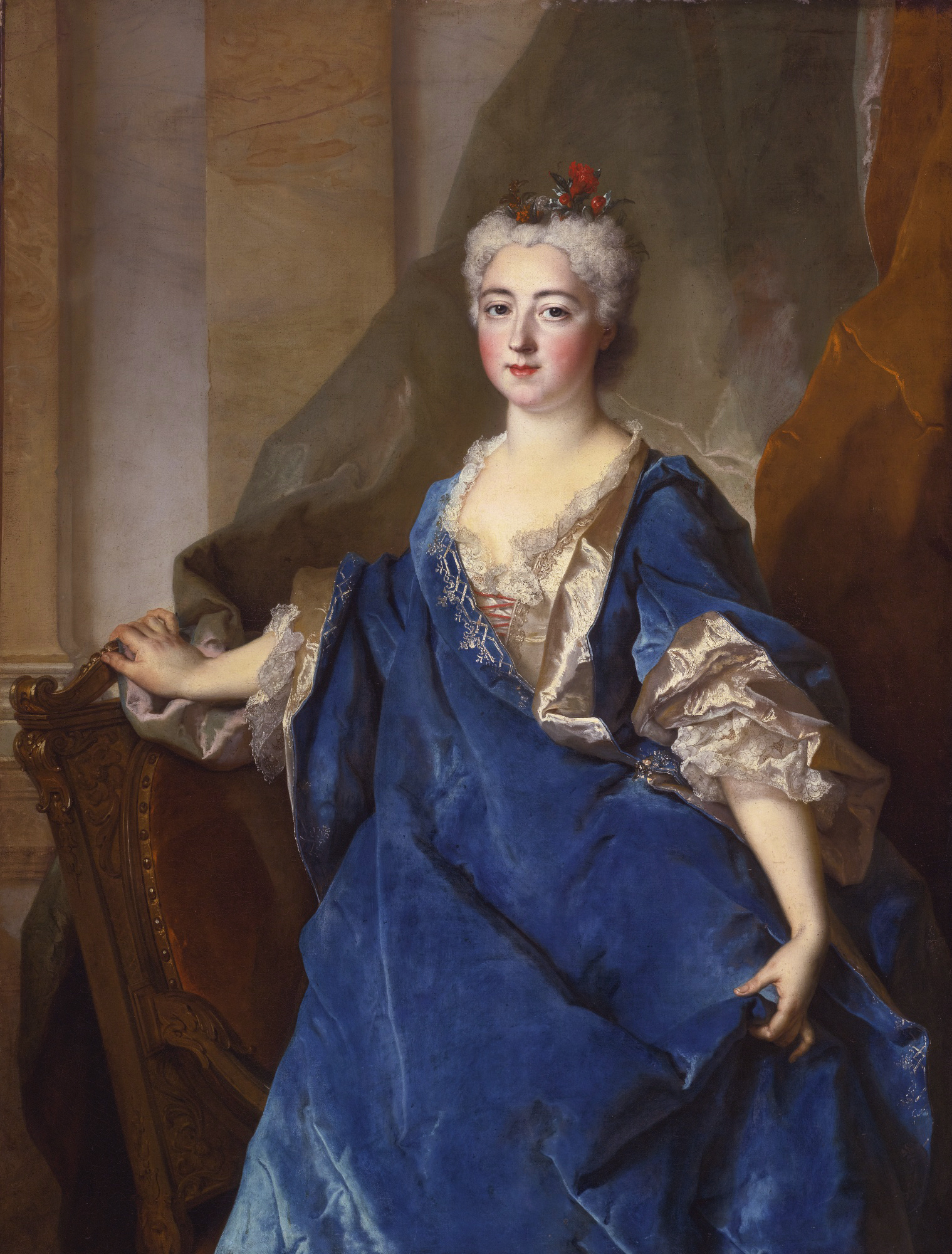
Besenvals Gemahlin Katharina Bielinska gemalt von Nicolas de Largillière

Johann Viktor Besenval von Brunnstatt (getauft 26. Juni 1671 in Solothurn; † 11. März 1736 in Paris) war ein französischer Feldmarschall, Oberst, Politiker und Gesandter.

## Leben
Besenval war ein Sohn von Johann Viktor Besenval von Brunnstatt (1638–1713) sowie Bruder von Peter Joseph (1675–1736) und Karl Jakob (1677–1738). Von 1680 bis 1688 besuchte er das Jesuitengymnasium in Solothurn und war danach Kadett im Schweizergarderegiment. 1689 wurde er Grossrat und Hauptmann im Schweizerregiment Alt-Salis, 1691 Infanterieoberst der französischen Armee und 1704 Brigadier. 1705 wurde er Ritter des St.-Ludwigs-Ordens. 1707 wurde er ausserordentlicher französischer Gesandter bei Karl XII. von Schweden und war dann bis 1709 Gesandter bei Stanislaus I. Leszczyński von Polen. 1710 wurde er Maréchal de camp und 1711 bevollmächtigter Minister bei den Mächten des Nordens (pays du Nord). Von 1713 bis 1721 war er ausserordentlicher französischer Gesandter bei August II. von Polen. 1716 heiratete er Katharina Bielinska, Tochter des polnischen Grossmarschalls Kasimir Ludwig Bielinski; Peter Viktor von Besenval war ihr gemeinsamer Sohn. 1719 wurde er Generalleutnant und 1722 Oberstleutnant der französischen Armee. Von 1722 bis 1736 war er Oberst des Schweizergarderegiments. Besenval war zudem zweiter Nutzniesser der Substitution Waldegg.

## Archivquellen
- Staatsarchiv des Kantons Solothurn
- Zentralbibliothek Solothurn[1]